# Doupovská madona

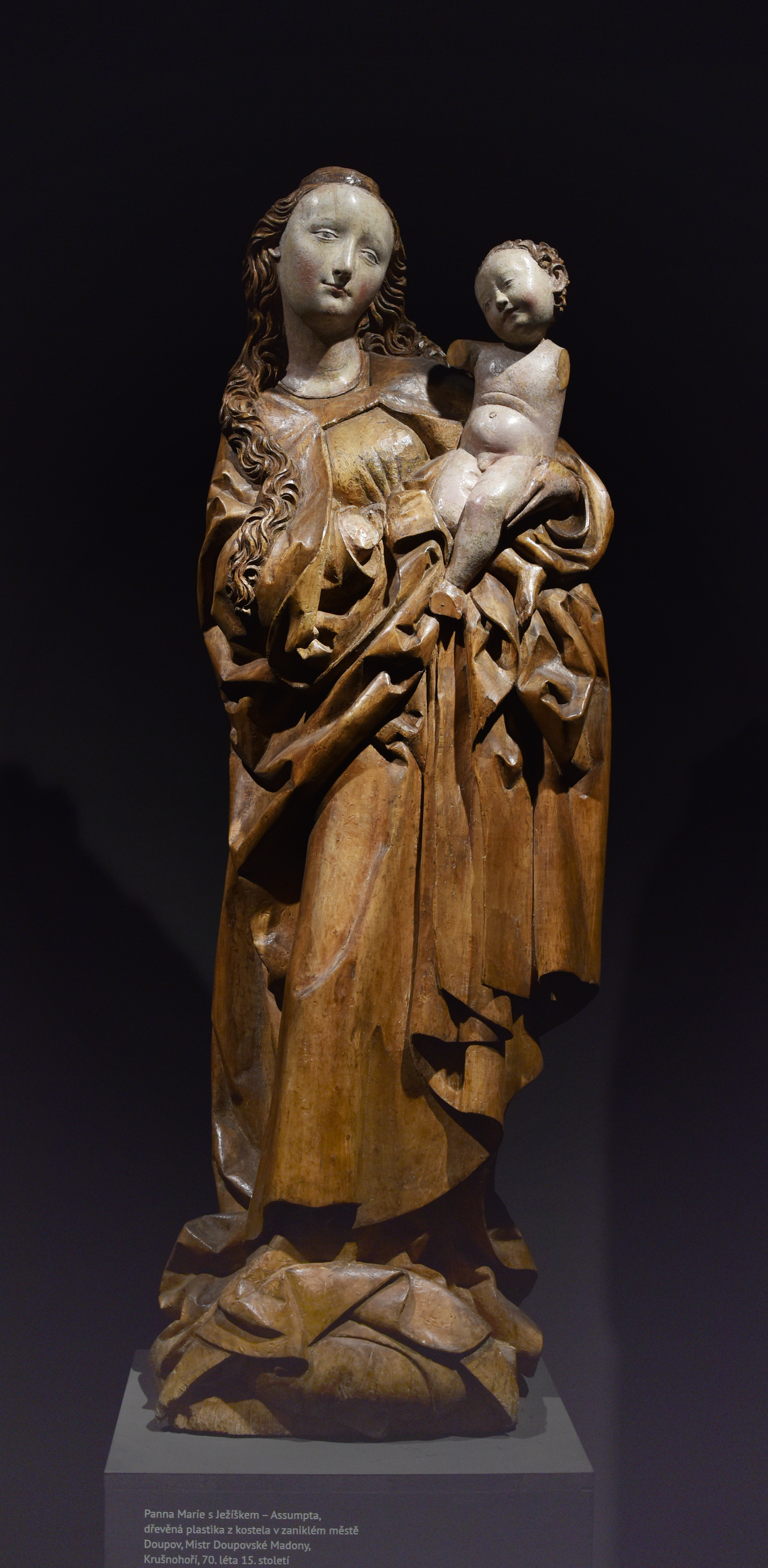
Doupovská Madona, Mistr Doupovské Madony (70. léta 15. stol.), Muzeum Karlovy Vary

Doupovská madona, též Assumpta z Doupova (70. léta 15. stol.) reprezentuje typ (korunované) Assumpty stojící na srpku měsíce s lidskou maskou. Je vystavena ve stálé expozici Městského muzea v Karlových Varech.

## Původ sochy
Sochu objevil roku 1923 Josef Opitz. Pochází pravděpodobně z již zaniklého kostela Nanebevzetí Panny Marie v Doupově, odkud se nejpozději roku 1921 dostala do muzea v Doupově. Od roku 1953 byla vystavena v muzeu v Karlových Varech, od roku 1958 v Chebském muzeu a od roku 1965 je opět v expozici karlovarského muzea.

## Popis a zařazení
Plnoplastická dřevěná socha, výška 122 cm, šířka 43 cm, hloubka 21 cm, s vyhloubenou zadní stranou a zbytky původní polychromie a inkarnátů pod mladšími retušemi. Chybí pravá ruka Panny Marie a obě ruce Ježíška. Socha byla restaurována v Národní galerii před výstavou Expo 1967 v Montrealu.
Socha tvoří uzavřený tělesný blok v esovitém prohnutí a předkročenou pravou volnou nohou. Hlava Marie se sklání k dítěti, které je posazeno vysoko nad jejím levým bokem. Obrys figury je nejširší v bocích a směrem dolů se zužuje, tělesný objem je s výjimkou hrudníku zpracován v nižším, nepříliš klenutém reliéfu. Spodní šat je odhalen pouze na prsou a rukávu pravé ruky. Svrchní plášť je sepnut pod krkem a z ramen spadá k pravé ruce, kde je podvinut a tvoří zde kornoutovitý záhyb s uchovitým zakončením a promáčknutím na rubové straně. Podobný záhyb je i na levé straně. Pod rukama a před tělem je změť krátkých zalamovaných záhybů. Plášť měkce splývá přes koleno pravé volné nohy, zatímco nad levou nohou je zřasen do delších trubicových záhybů ukončených ve výši kolena. Na podstavci se vpředu plášť láme v krátkých ostrých záhybech a zčásti překrývá srpek s maskou, na pravé straně je zakončen ve tvaru měkké kornoutovité vlny.
Tvář Madony i zobrazení dítěte typově navazují na krásný sloh a podle Opitze připomínají madony Adama Krafta. Hlava s dívčím, mírně klenutým a nepříliš promodelovaným obličejem je nasazena na silný delší krk. Tvář se širokým čelem rámují dlouhé kadeře vlasů spadající až k pasu. Mírně zešikmené oči jsou mělce zasazeny pod vyšším obočím, nos je úzký a špičatý, ústa nad drobným podbradkem jsou pevně semknutá.
Socha je stěžejním dílem Mistra Doupovské madony, jehož dílna působila v oblasti Teplé nebo na Chebsku. Do okruhu tohoto mistra jsou řazeny také Madony z Teplé a Kynšperka nad Ohří, Assumpta z Plzeňského muzea a sochy Panny Marie z Navštívení a Panny Marie v naději z Galerie výtvarného umění v Chebu. Řezbář vychází ze švábského sochařství (Hans Multscher) a vykazuje jistý vliv sochařského díla Jakoba Kaschauera. 

### Příbuzná díla
- Madona z Teplé, Národní galerie v Praze
- Assumpta z Kynšperka nad Ohří (kolem 1490), Muzeum Sokolov
- Assumpta z plzeňského muzea (60. léta 15. stol.), Západočeské muzeum v Plzni
- Panna Marie v naději, Galerie výtvarného umění v Chebu
- Panna Marie z Navštívení, Galerie výtvarného umění v Chebu
- Assumpta z Veliké Vsi[5]

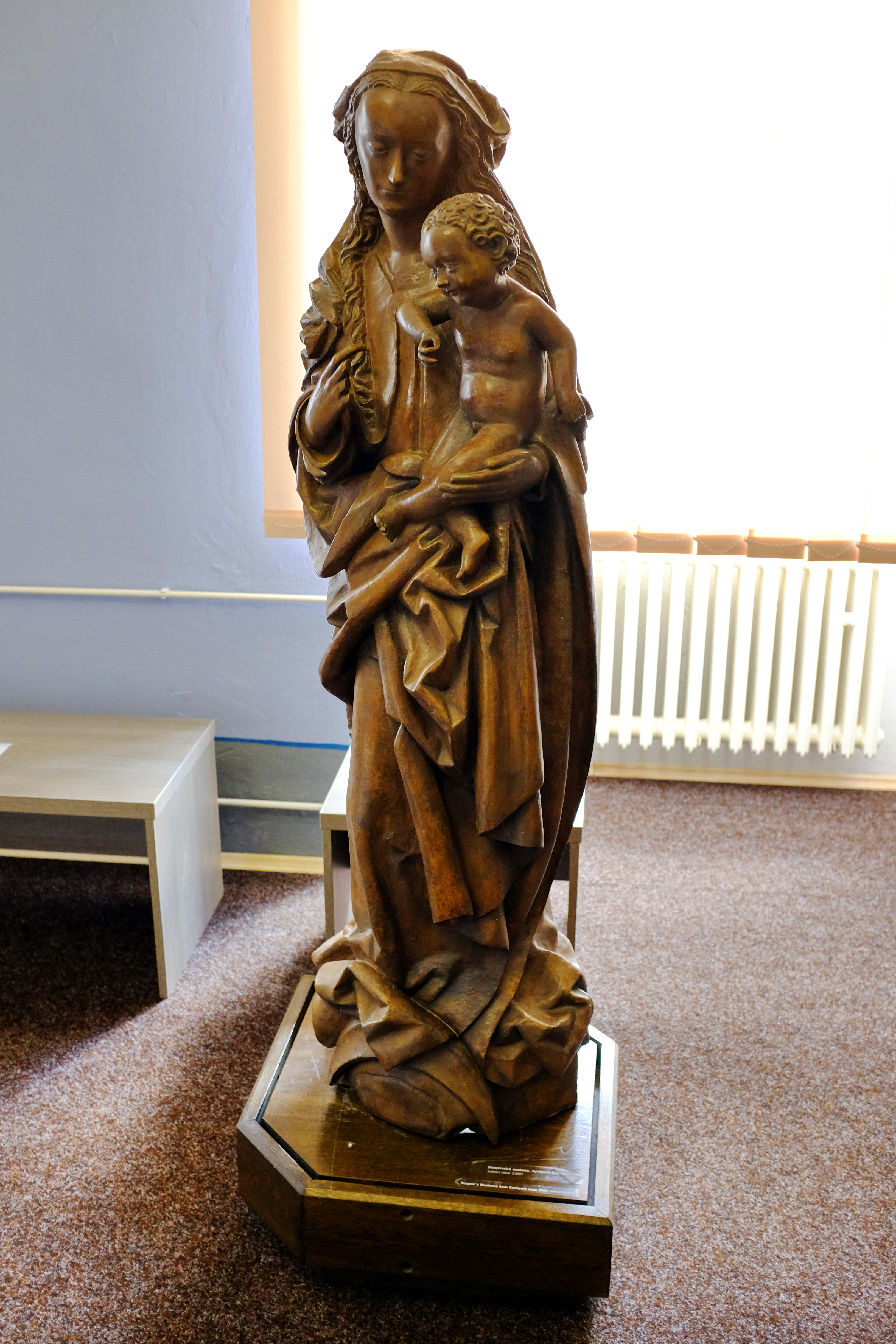
Assumpta z Kynšperka nad Ohří
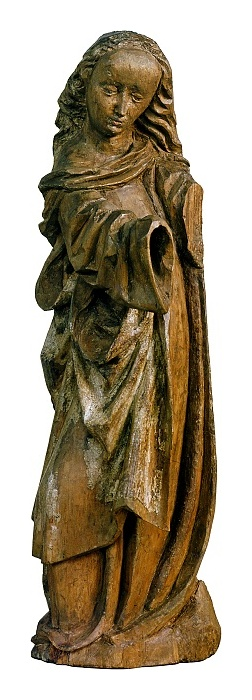
Panna Marie z Navštívení, 90. léta 15. stol, GVU Cheb